# Ferrid Kheder
Ferrid Kheder (ur. 3 marca 1975) – francuski, a od 2003 roku tunezyjski judoka. Olimpijczyk z Sydney 2000, gdzie zajął siódme miejsce w wadze lekkiej.
Uczestnik mistrzostw świata w 2001 i 2003. Startował w Pucharze Świata w latach 1996–2001, 2003 i 2004. Brązowy medalista mistrzostw Europy w 2000 i pierwszy w zawodach drużynowych w 1996. Trzeci na mistrzostwach Afryki w 2001 i 2002, a także akademickich MŚ w 1998 roku.
W latach 2005-2013 zawodnik MMA, walczący w kategorii półśredniej.

## Letnie Igrzyska Olimpijskie 2000
| Konkurencja | Eliminacje                | Repasaże               | Repasaże                 | Repasaże                   | Klas. końcowa |
| Konkurencja | Przeciwnik I              | Przeciwnik I           | Przeciwnik II            | Przeciwnik III             | Miejsce       |
| ----------- | ------------------------- | ---------------------- | ------------------------ | -------------------------- | ------------- |
| 73 kg       | Anatolij Łariukow (BLR) P | Germán Velasco (PER) Z | Gennadiy Bilodid (UKR) Z | Vsevolods Zeļonijs (LAT) P | 7.            |